# Omolabus dubius
Omolabus dubius es una especie de coleóptero de la familia Attelabidae.

## Distribución geográfica
Habita en Brasil.